# مارشال پلاملی
مارشال پلاملی (انگلیسی: Marshall Plumlee؛ زادهٔ ۱۴ ژوئیهٔ ۱۹۹۲) یک بازیکن بسکتبال اهل ایالات متحده آمریکا است.
وی سابقه بازی در تیم‌هایی همچون نیویورک نیکس را در کارنامه دارد.

## External links
- Duke profile